# Murat-sur-Vèbre
Murat-sur-Vèbre é uma comuna francesa na região administrativa de Occitânia, no departamento de Tarn. Estende-se por uma área de 98,08 km². Em 2010 a comuna tinha 871 habitantes (densidade: 8,9 hab./km²).

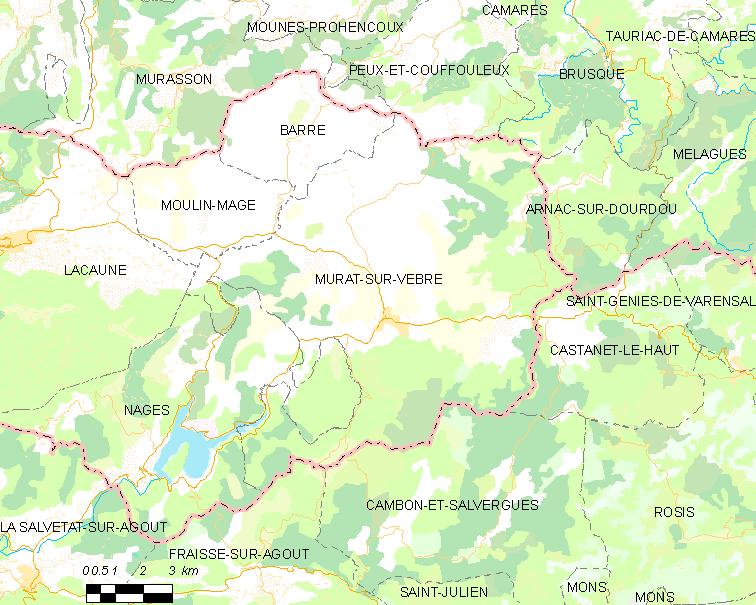
Mapa